# Alessandro Quasimodo
Alessandro Quasimodo (Milano, 22 maggio 1939 – Milano, 2 maggio 2025) è stato un attore, regista teatrale e poeta italiano, figlio del poeta Salvatore Quasimodo, Premio Nobel per la Letteratura 1959, e della danzatrice e attrice Maria Cumani.

## Biografia
Quasimodo si diplomò come attore nel 1959 alla scuola d’arte drammatica del Piccolo Teatro di Milano. Frequentò un corso di perfezionamento sotto la direzione di Lee Strasberg al Festival dei Due Mondi di Spoleto, dove debuttò in Motivo di scandalo di John Osborne con la regia di Lamberto Puggelli.
Con il Piccolo Teatro fu diretto, tra gli altri, da Marco Bellocchio in Timone d'Atene di Shakespeare e Franco Parenti  in Il bagno di Majakovskij; mentre con la regia di Massimo Binazzi fu, per la prima volta in Italia, con ottimo successo, Stanley in Il compleanno di Harold Pinter al Teatro Uomo di Milano. Fu diretto da Patrice Chéreau nel Massacro a Parigi di Marlowe prodotto dal Théâtre National Populaire, a Lione, e da Luca Ronconi in Utopia da Aristofane (1972).
Dal 1975 al 1978 fece parte della Cooperativa Teatro Pierlombardo di Franco Parenti prendendo parte a numerosi spettacoli, tra i quali Il Misantropo di Molière, Macbetto di Giovanni Testori, Il gigante nano di Frank Wedekind.
Dal 1979 in poi si dedicò quasi esclusivamente ad una sua ricerca sulla poesia, e in tale ambito propose spettacoli, performance, letture, spesso insieme a Mario Cei, con risultati di grande comunicabilità, rappresentati anche in molti Istituti italiani di Cultura, in Europa, in Asia e in Nordamerica.
Fu interprete e curatore di Fuori non ci sono che ombre, e cadono, con Franca Nuti e Luciana Savignano, accompagnate da Ettore Borri al pianoforte. Lo spettacolo era dedicato alle figure dei genitori di Quasimodo (Piccolo Teatro, Milano, 2003).
Curò le regie di Aminta di Torquato Tasso (1984), Oreste di Vittorio Alfieri (1985) prodotti dal Teatro alla Scala per l’Estate d’Arte a Milano; e La città morta di Gabriele D’Annunzio (1987-88).
Nel cinema prese parte ai film Il fischio al naso, regia di Ugo Tognazzi, Tutto a posto, niente in ordine di Lina Wertmüller, Roma e Casanova di Federico Fellini, Questo è il giardino di Giovanni Maderna
In tv recitò in Storia di Anna, La commediante veneziana, Piccolo mondo antico, regia di Salvatore Nocita; La donna in bianco, regia di Mario Morini; Il conto di Montecristo, regia di Ugo Gregoretti.
Collaborò con la RSI Radio Svizzera Italiana, per la quale prese parte a numerosissimi radiodrammi, e con RadioRAI, per la quale curò, tra l’altro, ventisei trasmissioni sulla poesia italiana tra Otto e Novecento dal titolo Saltimbanchi dell’anima (1986).
Fu voce recitante nella Dante-Symphonie di Franz Liszt con il duo pianistico Bresciani – Nicolosi  per l’Istituto italiano di Cultura di Budapest (2007).
Fu la voce di Giovanni XXIII in un oratorio sacro omonimo, presentato in forma solenne il 17 maggio 2014 a Roma nella basilica di San Giovanni il Laterano a conclusione delle cerimonie celebrative per la canonizzazione del papa.
Era presidente onorario del Parco Letterario Salvatore Quasimodo di Roccalumera, luogo d’origine della famiglia Quasimodo, nonché cittadino onorario di Roccalumera dal 2017.
Fu presidente di giuria di alcuni premi letterari e di poesia come il “San Domenichino città di Massa” il “Premio Città di Castello”, il “Lord Byron Porto Venere Golfo dei poeti”, del quale era anche fondatore.

## Filmografia

### Cinema
- Milano nera, regia di Gian Rocco e Pino Serpi (1961)
- Whisky a mezzogiorno, regia di Oscar De Fina (1962)
- Una storia milanese, regia di Eriprando Visconti (1962)
- Scusi, lei è favorevole o contrario?, regia di Alberto Sordi (1966)
- Il fischio al naso, regia di Ugo Tognazzi (1967)
- Roma, regia di Federico Fellini (1972)
- Tutto a posto e niente in ordine, regia di Lina Wertmüller (1974)
- Il romanzo di un giovane povero, regia di Cesare Canevari (1974)
- 5 donne per l'assassino, regia di Stelvio Massi (1974)
- Aquero, regia di Elisabetta Valgiusti (1994)
- Fuori dal mondo, regia di Giuseppe Piccioni (1999)
- Questo è il giardino, regia di Giovanni Davide Maderna (1999)

### Televisione
- Le avventure di Laura Storm - serie TV, 3 episodi (1966)
- Caravaggio - miniserie TV, 1 episodio (1967)
- Ein Fall für Männdli - serie TV, 1 episodio (1973)
- Doppia indagine - miniserie TV, 1 episodio (1978)
- La commediante veneziana - miniserie TV, 3 episodi (1979)
- Nella città perduta di Sarzana - film TV (1980)
- L'esclusa - miniserie TV, 1 episodio (1980)
- La donna in bianco - miniserie TV, 3 episodi (1980)
- Storia di Anna - miniserie TV, 5 episodi (1980)
- Piccolo mondo antico - miniserie TV, 2 episodi (1983)